# Рісто Самарджієв
Рісто Самарджієв (нар. 17 серпня 1964) — македонський співак. Переможець фестивалю МакФест (1997, 1999).

## Дискографія
- Чили-Вили (1987)

| Прапор Північної Македонії | Це незавершена стаття про Північну Македонію. Ви можете допомогти проєкту, виправивши або дописавши її. |